# NGC 559

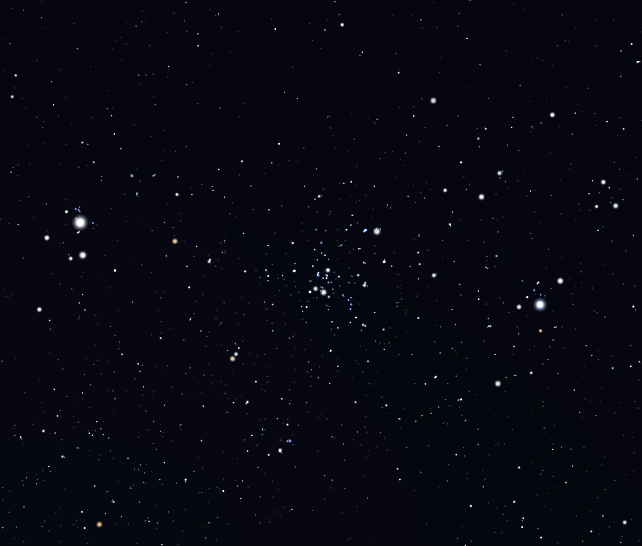
NGC 559

NGC 559 (denumit și Caldwell 8) este un roi deschis din constelația Cassiopeia. A fost descoperit în 9 noiembrie 1787 de către William Herschel. De asemenea, a fost observat încă o dată în 5 octombrie 1829 de către John Herschel.